# Кастракі
Кастракі (грец. Καστράκι) — невелике грецьке селище у муніципалітеті Каламбака, Фессалія. Адміністративно відноситься до ному Трикала. Знаходиться на відстані 352 км від Афін та 237 км від Салонік. Знаходиться біля західного підніжжя Метеорських скель.

## Історія
Поселення виникло ще у добу османського панування, його заснували епірці, які були змушені залишати свої домівки у добу правління Алі-паші, чия резиденція знаходилась у теперішній Яніні.
У місті збереглась Візантійська фортеця, проте головним об'єктом туризму та паломництва є Метеорські монастирі. Тисячі туристів щорічно відвідують ці місця, що позитивно позначається на розвитку інфраструктури.
1936 року два мости, побудовані на кошти мешканки Кастракі Дафні Бука, з'єднали монастир Русану з іншими скелями. До цього підйом до монастиря здійснювався завдяки мотузяним і дерев'яним сходам.